# Chirac (Charente)
Chirac è un comune francese di 741 abitanti situato nel dipartimento della Charente, nella regione della Nuova Aquitania.

## Società

### Evoluzione demografica
Abitanti censiti